# Pablo Correa León
Pablo Correa León (* 5. Juni 1918 in Bogotá; † 19. August 1980) war ein kolumbianischer römisch-katholischer Geistlicher und Bischof von Cúcuta.

## Leben
Pablo Correa León empfing am 26. Oktober 1941 das Sakrament der Priesterweihe für das Erzbistum Bogotá.
Am 10. November 1956 ernannte ihn Papst Pius XII. zum Titularbischof von Gisipa und zum Weihbischof in Bogotá. Der Erzbischof von Bogotá, Crisanto Kardinal Luque Sánchez, spendete ihm am 25. Februar 1957 die Bischofsweihe; Mitkonsekratoren waren der Weihbischof in Bogotá, Emilio de Brigard Ortiz, und der Bischof von Girardot, Alfredo Rubio Diaz.
Papst Johannes XXIII. bestellte ihn am 22. Juli 1959 zum Bischof von Cúcuta. Correa León nahm an allen vier Sitzungsperioden des Zweiten Vatikanischen Konzils teil. Am 27. Juli 1970 nahm Papst Paul VI. das von Pablo Correa León vorgebrachte Rücktrittsgesuch an und ernannte ihn zum Titularbischof von Columnata. Bereits am 22. Dezember desselben Jahres verzichtete er auf das Titularbistum Columnata.